# Yolanda Be Cool
Yolanda Be Cool er en electronica duo med italiensk afstamning fra Australien.
De er bl.a. kendt for nummeret "We no speak americano" som er et gammelt Rock n'roll nummer som de har remixet og lagt et steady house beat ind over.
Nummeret har ligget nummer 1 på den danske Dancechart og gør det pr. 25/7-2010 stadig.
Det originale nummer hedder:"Tu Vuò Fa L'Americano" og er skrevet og sunget af Renato Carosone 1956, Italien.
Det der gør det oprindelige hit og remixet interessant er at det bliver sunget på den lokale dialekt i Napoli.